# Storm (P961)

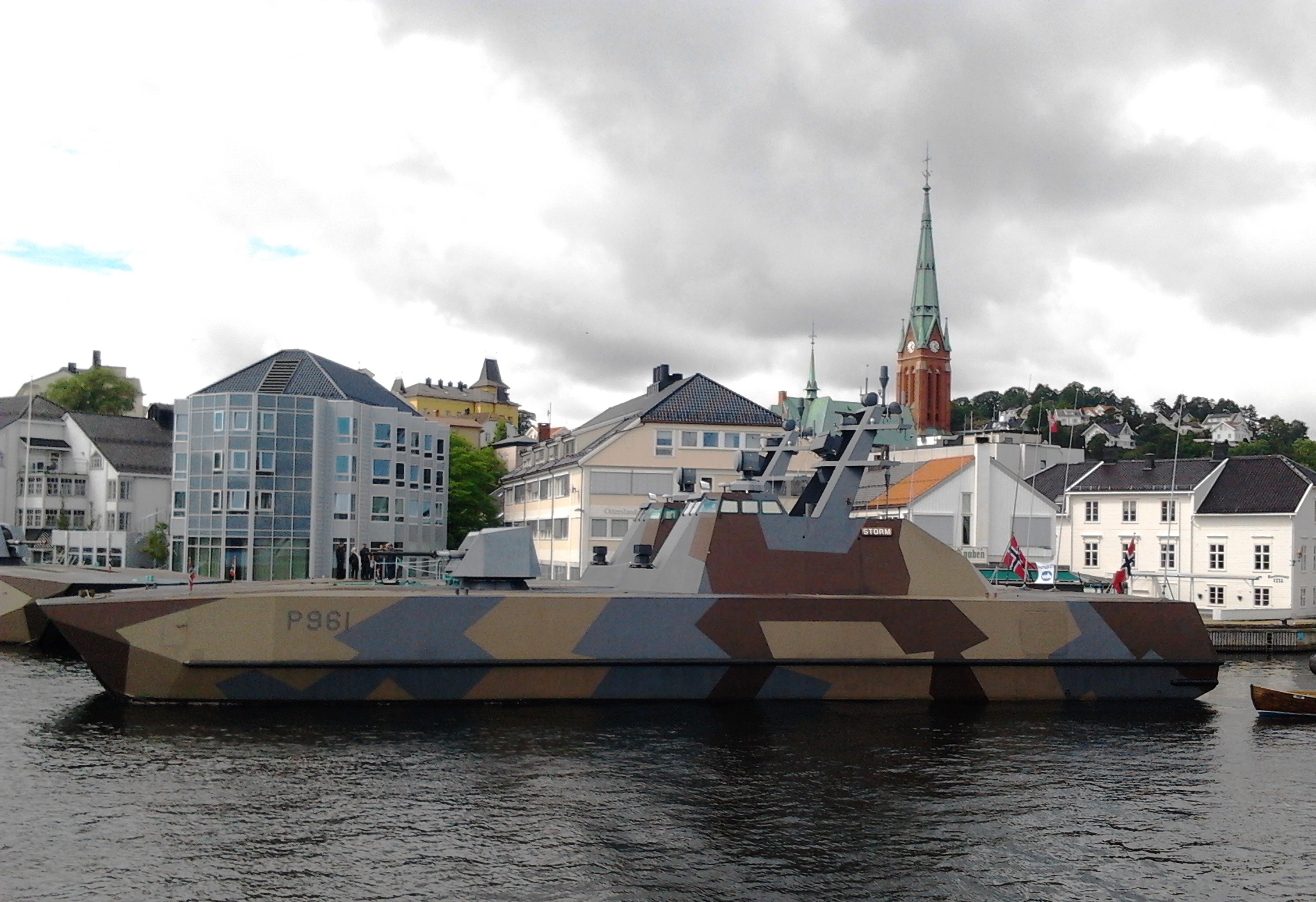
«Сторм» у Арендалі, 2012 рік.

«Сторм» - це перший серійний корабель типу «Скельд».

## Будівництво
28 вересня 2003 року був підписаний контракт на будівництво ракетних катерів типу «Скельд». Через деякий час після цього заклали «Сторм». Корабель було спущено на воду 30 жовтня 2006 року. Після навчання екіпажу управлінню системам озброєння, безпеки та морських випробуваннь, «Сторм» увійшов до складу ВМС 9 вересня 2010 року.